# 량샹다쉐청시역
량샹다쉐청시역(중국어: 良乡大学城西站)은 중화인민공화국 베이징시 팡산구 궁첸 가도 창훙로·남수 북가 교차로에 위치한 베이징 지하철 팡산선의 지하철역으로, 2010년 12월 30일에 팡산선 개통과 함께 개장하였다.

## 위치
이 역은 베이징시 팡산구 창훙 서로(동서 방향)와 남수 북대가 - 남수 남대가(남북 방향)가 동서로 교차하는 서쪽에 위치한다.

## 역 구조

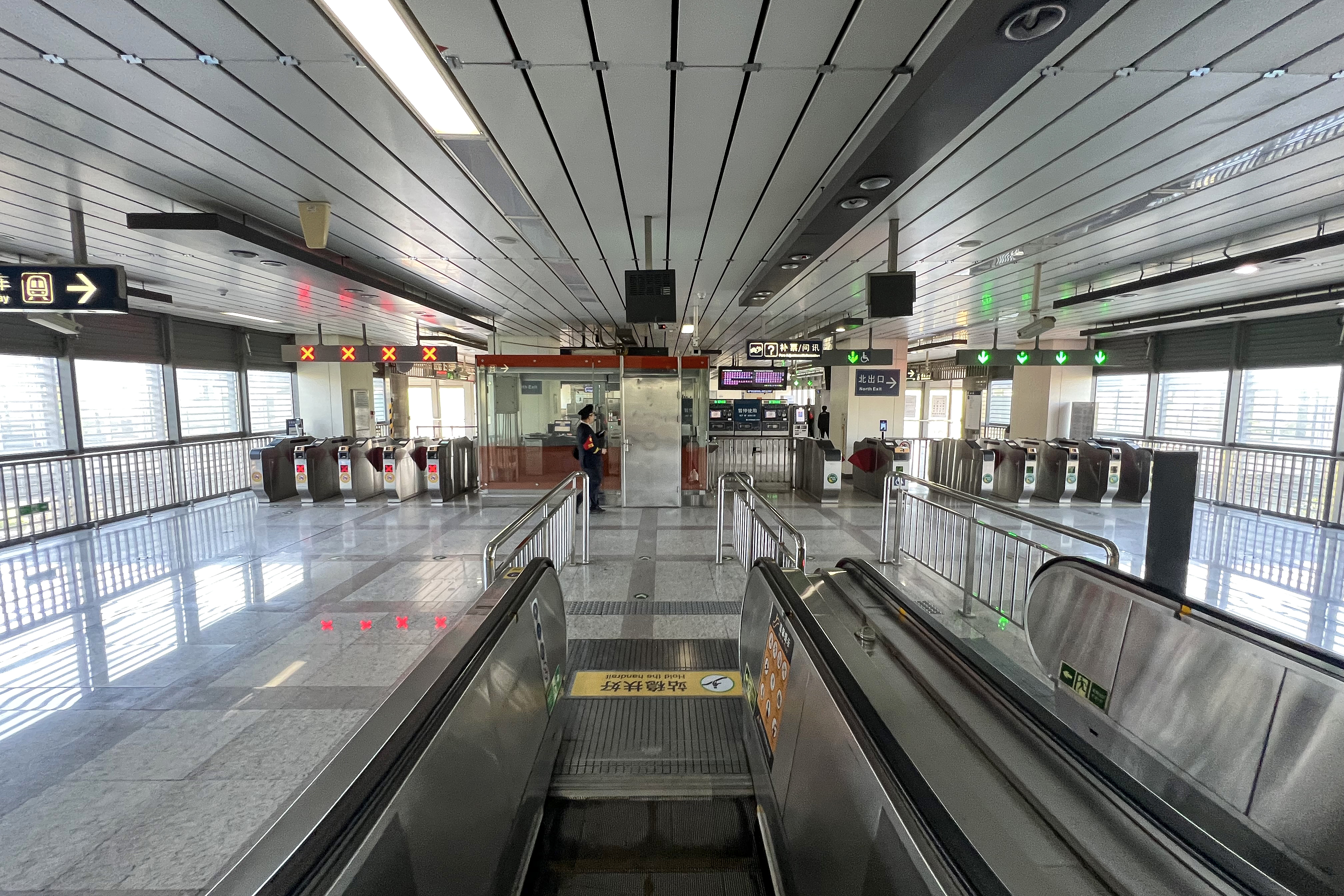
대합실

이 역은 섬식 승강장 설계를 갖춘 고가역이다.

### 층별 구조
| 3층 승강장    | ←                                 | ■ 팡산선 일반 구간 열차 둥관터우난 방면 / 직통 열차 국가도서관 방면 (■ 9호선) (량샹다쉐청) |
| 3층 승강장    | 섬식 승강장, 오른쪽 출입문이 열림 |                                                                                            |
| 3층 승강장    | →                                 | ■ 팡산선 옌춘 동 방면 (량샹난관)                                                           |
| 2층 대합실 층 | 대합실                            | 고객센터, 자동 발매기, 출입 게이트                                                         |
| 지면층        | 출입구                            | A－B출입구                                                                                 |

## 출입구
|                         |                                                                                      |                                                                    |      |             |
| 출구                    | 지시                                                                                 | 출구 인근                                                          | 사진 | 무장애 시설 |
| 出口 · A · 1            | 창훙 동로(长虹东路)                                                                  | 량창로(良常路), 하오톈자위안(昊天嘉园), 루이쉐 춘당(瑞雪春堂)      |      |             |
| 出口 · A · 2            | 창훙 동로(长虹东路)                                                                  | 남수 북대가(揽秀北大街), 둥양좡 빌딩(东羊庄大厦), 위주위안(玉竹园) |      |             |
| 出口 · B                | 창훙 동로(长虹东路) 남수 남대가(揽秀南大街), 허위안 북로(荷园北路), 훙순위안(鸿顺园) |                                                                    |      |             |
| 아이콘 설명: 엘리베이터 |                                                                                      |                                                                    |      |             |